# Falcon Patrol II
Falcon Patrol II is een computerspel dat werd ontwikkeld en uitgegeven door Virgin Games. Het is een horizontaal scrollende shooter voor de Commodore 64, geschreven door Steve Lee en uitgegeven door Virgin Games in 1984. In 1985 werd een ZX Spectrum-poort uitgebracht. Falcon Patrol II is het vervolg op de game Falcon Patrol uit 1983. Het spel is voorzien van een radar en de brandstof is beperkt. Het spel heeft 15 moeilijkheidsgraden en het volgende level wordt behaald als alle helikopters zijn vernietigd.

## Game play
Falcon Patrol II is een scrollende shooter over een landschap dat lijkt op Egypte of het Midden-Oosten. De speler bestuurt een straaljager en moet een bepaald aantal vijandelijke helikopters vernietigen om een level te voltooien. De helikopters zijn er in drie vormen: 
- Transport: ongewapende helikopter die raketkoepels en radarinterferentieapparatuur op de grond legt
- Gunship: begeleidt de transporthelikopters en schiet op de jager
- Solo: snelle gevechtshelikopter die direct achter de jager aan gaat.

De straaljager heeft een beperkte voorraad brandstof en munitie, maar beide kunnen worden aangevuld door op een landingsplatform te landen.